# گلیشیر ویوو، آلاسکا

نقشه ناحیه ای از آلاسکا

گلیشیر ویوو (به انگلیسی: Glacier View) شهری در بخش ماتانوسکا-سوسیتنا ایالت آلاسکا است که جمعیت آن در سرشماری سال ۲۰۰۰ میلادی ۲۴۹ نفر بوده‌است.